# Моцарела
Моцарела (итал. mozzarella) је италијанска врста сира, пореклом из Апулија, Кампанија, Молизе, Абруцо, Базиликата и Лацио регија. У Италији је пармезан сматран за „краља” међу сиревима док је моцарела „краљица”, и након Другог светског рата, његова популарност се јако брзо проширила ван граница те земље.
Свежа моцарела је углавном бела, али када се зачини, постаје светло жута у зависности од исхране животиње. Због високог садржаја влаге, традиционално се служи дан након што је направљена, али може да се држи у саламури до недељу дана или дуже када се продаје у вакуумски запечаћеној амбалажи. Моцарела са ниском влагом може да се чува у фрижидеру до месец дана, иако се неке исецкане моцареле са ниском влагом продају са роком трајања до шест месеци. Моцарела се користи за већину врста пица и неколико јела од тестенина или се служи са нарезаним парадајзом и босиљком у салати капрес.

## Етимологија
Mozzarella, изведена из јужноиталијанских дијалеката који се говоре у Апулији, Калабрији, Кампанији, Абруцу, Молизеу, Базиликати, Лацију и Марке, је деминутивни облик mozza („резати“) или mozzare („одрезати“) изведен из начин рада. Термин се први пут помиње 1570. године, цитиран у куварској књизи Бартоломеа Скапија, који гласи „млечни крем, свеж путер, рикота сир, свежа моцарела и млеко“. Ранија референца се такође често наводи као опис моцареле. Монсињор Аликандри наводи да је у 12. веку манастир Светог Лоренца, у Капуи у Кампанији, нудио ходочасницима парче хлеба са „моцом“.

## Типови
Моцарела, призната као гарантовани традиционални специјалитет (TSG/STG) од 1996. године у ЕУ, доступна је свежа, обично умотана у куглу од 80—100 g (2,8—3,5 oz) или око 6 cm (2,4 in) у пречнику, а понекад и до 1 kg (2,2 lb) или око 12 cm (4,7 in) у пречнику. Натапа се у сланој води (саламури) или сурутки, а понекад се додаје лимунска киселина и делимично се суши (исушује), при чему структура постаје компактнија. У овом последњем облику често се користи за припрему јела куваних у рерни, као што су лазање и пица.

## Варијанте
Неколико варијанти је посебно формулисано и припремљено за употребу на пици, као што је моцарела сир са мало влаге. Међународни речник хране и кувања дефинише овај сир као „меки сир од моцареле који се прави од крављег млека“ који се „[користи] посебно за пице и [који] садржи нешто мање воде од праве моцареле“.
Моцарела са мало влаге, која се широко користи у индустрији прехрамбених услуга, има низак садржај галактозе, према преференцији неких потрошача да сир на пици има ниску или умерену боју. Неки сиреви за пице добијени од обране варијанте моцареле су дизајнирани да не захтевају старење или употребу стартера. Други се могу направити директним закисељавањем млека.

### Бивоље млеко
У Италији се сир производи широм земље користећи италијанско бивоље млеко под званичним државним називом Mozzarella di latte di bufala јер су италијански биволи присутни у свим италијанским регионима. Само одабрана Mozzarella di bufala campana PDO је врста, направљена од млека италијанских бивола узгајаних у одређеним областима Кампаније, Лација, Апулије и Молизеа. За разлику од других моцарела — 50% чије производње потиче од неиталијанског и често полукоагулисаног млека — она има статус заштићене ознаке порекла (ПДО 1996) према закону Европске уније и закону Уједињеног Краљевства.

### Кравље млеко
Килигине је традиционална италијанска врста моцареле која се састоји од малих глатких белих куглица моцареле које се праве од пастеризованог крављег млека, или понекад од воденог бивољег млека. Оне су нешто мање од боконћинија, друге врсте лоптица моцареле које се често могу користити наизменично са килигином.

### Овчије млеко
Моцарела од овчијег млека, која се понекад назива и „моцарела пекорела”, типична је за Сардинију, Абруцо и Лацију, где се назива и моцапекора. Прави се са додатком јагњећег сирила.

### Козје млеко
Моцарела од козјег млека је новијег порекла, и произвођача је још мало.

## Производња
Моцарела ди бaфала се традиционално производи искључиво од млека италијанског медитеранског бивола. Из претходне серије додаје се стартер сурутке који садржи термофилне бактерије, а млеко се оставља да сазре како би се бактерије могле размножавати. Затим се додаје сирило за коагулацију млека. Након згрушавања, коагулат се исече на велике комаде од 2,5 – 5 cm и остави да одстоји тако да се стегне у процесу познатом као исцељивање.
Након тога, добијени материјал се даље сече на комаде величине 1 – 1,5 cm. Коагулат се меша и загрева да се угрушци одвојили од сурутке. Сурутка се затим исцеди из угрушака и угрушци се ставе у обруч да се формира чврста маса. Сирова маса се оставља док pH  не буде на око 5,2–5,5, што је тачка када се сир може растегнути и гњечити да би се добила деликатна конзистенција – овај процес је генерално познат као паста филата. Према трговачком удружењу Моцарела ди бaфала, „Произвођач сира је меси рукама, као што пекар који прави хлеб, док не добије глатку, сјајну пасту, чији прамен извлачи и одсеца, формирајући појединачну моцарелу." 

Данас се моцарела сир производи од бивољег или крављег млека.

## Признања и прописи
Моцарела је 1998. године добила сертификат о традиционалним специјалитетима (TSG) од Европске уније. Ова шема заштите захтева да се моцарела која се продаје у Европској унији производи по традиционалном рецепту. TSG сертификат не наводи извор млека, тако да се може користити било која врста млека, али се спекулише да се обично прави од пуномасног млека.
Различите варијанте овог млечног производа налазе се на листи традиционалних италијанских пољопривредно-прехрамбених производа (P.A.T) Министарства пољопривреде, хране и шумарства (МИПААФ), са следећим називима:
- Моцарела (Базиликата)
- Силана моцарела (Калабрија)
- Моцарела дела мортела (Кампанија)
- Моцарела ди Бругнато (Лигурија)
- Кравља моцарела (Молисе)
- Моцарела или фиор ди лате (Апулија)
- Моцарела (Сицилија)

## Око света
Чајкума моцарела сир и кандира моцарела сир су турски сиреви направљени од бивољег млека.